# Список правителей Турции

## Удж
- Эртогрул, правитель уджа (1277 — 1281)
- Осман I, правитель уджа (1289 — 1299)

## Османское государство
г. Мелангия, г. Эпишихер, г. Бурса (Бруса)
- Осман, бей (1299 — 1326)
- Алаэддин Али-паша, великий визирь (1323 — 1332)
- Орхан, бей (1326 — 1360)
- Сулейман-паша, великий визирь (1333 — 1340)
- Ахмед-паша, великий визирь (1340 — 1348)
- Ибни Кемаль-паша, великий визирь (1348 — 1360)
- Мурад I, бей (1360 — 1361)
- Синанеддин Юсуф, великий визирь (1360 — 1361)

## Османская империя

### XIV век
- Синанеддин Юсуф, великий визирь (1361 — 1367)
- Мурад I, султан (1361 — 1389)
- Кара Халил-паша, великий визирь (1368 — 1387)
- Али-паша, великий визирь (1387 — 1406)
- Баязид I Молниеносный, султан (1389 — 1402)

### XV век
- Мехмед I, султан (1402 — 1421)
- Сулейман Челеби, султан (1403 — 1410)
- Чендерли Ибрахим-паша, великий визирь (1406 — 1417)
- Муса Челеби, султан (1410 — 1413)
- Байязид-паша, великий визирь (1417 — 1421)
- Чендерли Ибрахим-паша, великий визирь (1421 — 1428)
- Мурад II, султан (1421 — 1444)
- Чендерли Халил-паша, великий визирь (1428 — 1429)
- Коча Мехмед Низамеддин-паша, великий визирь (1429 — 1438)
- Чендерли Халил-паша, великий визирь (1438 — 1453)
- Мехмед II, султан (1444 — 1446)
- Мурад II, султан (1446 — 1451)
- Мехмед II, султан (1451 — 1481)
- Махмуд-паша Ангелович, великий визирь (1453 — 1466)
- Рум Мехмед-паша, великий визирь (1466 — 1469)
- Исхак-паша, великий визирь (1469 — 1472)
- Гедик Ахмед-паша Арнаут, великий визирь (1473 — 1477)
- Мехмед-паша Караманли, великий визирь (1477 — 1481)
- Баязид II, султан (1481 — 1512)
- Исхак-паша, великий визирь (1481 — 1483)
- Дервиш Коча Давуд-паша, великий визирь (1483 — 1496)
- Ахмед-паша Эрсекоглу, великий визирь (1496 — 1497)
- Ибрахим-паша, великий визирь (1497 — 1499)
- Ахмед Месих-паша, великий визирь (1499 — 1501)

### XVI век
- Хадим Али-паша, великий визирь (1501 — 1503)
- Ахмед-паша Эрсекоглу, великий визирь (1503 — 1506)
- Хадим Али-паша, великий визирь (1506 — 1511)
- Ахмед-паша Эрсекоглу, великий визирь (1511)
- Коча Мустафа-паша, великий визирь (1511 — 1512)
- Дукагинзаде Ахмед-паша, великий визирь (1512)
- Ахмед-паша Эрсекоглу, великий визирь (1512 — 1514)
- Селим I, султан (1512 — 1520)
- Хадим Синан-паша, великий визирь (1514 — 1517)
- Мустафа-паша, великий визирь (1517 — 1520)
- Сулейман I, султан (1520 — 1566)
- Пири Мехмед-паша Караманлы, великий визирь (1520 — 1523)
- Паргалы Ибрагим-паша, великий визирь (1523 — 1536)
- Аяз-паша, великий визирь (1536 — 1539)
- Хаджи Лютфи-паша, великий визирь (1539 — 1541)
- Хадим Сулейман-паша Таваши, великий визирь (1541 — 1544)
- Рустем-паша Мекри, великий визирь (1544 — 1553)
- Кара Ахмед-паша, великий визирь (1553 — 1556)
- Рустем-паша Мекри, великий визирь (1556 — 1561)
- Семиз Али-паша, великий визирь (1561 — 1565)
- Мехмед-паша, великий визирь (1565 — 1576)
- Селим II, султан (1566 — 1574)
- Мурад III, султан (1574 — 1595)
- Юсуф Синан-паша, великий визирь (1576)
- Мехмед-паша, великий визирь (1576 — 1579)
- Семиз Ахмед-паша, великий визирь (1579 — 1580)
- Лала Мусафа-паше, великий визирь (1580)
- Коджа Синан-паша, великий визирь (1580 — 1583)
- Сиявуш-паша, великий визирь (1583 — 1584)
- Осман-паша Оздемироглу, великий визирь (1584 — 1585)
- Хадим Месих-паша, великий визирь (1585 — 1586)
- Сиявуш-паша, великий визирь (1586 — 1588)
- Коджа Синан-паша, великий визирь (1588 — 1591)
- Ферхад-паша, великий визирь (1591 — 1592)
- Сиявуш-паша, великий визирь (1592 — 1593)
- Коджа Синан-паша, великий визирь (1593 — 1595)
- Мехмед III, султан (1595 — 1603)
- Лала Мехмед-паша, великий визирь (1595)
- Ферхад-паша, великий визирь (1595)
- Коджа Синан-паша, великий визирь (1595 — 1596)
- Дамад Ибрахим-паша, великий визирь (1596 — 1597)
- Хадим Хасан-паша, великий визирь (1597 — 1598)
- Джаррах Мехмед-паша, великий визирь (1598)
- Дамад Ибрахим-паша, великий визирь (1599 — 1601)

### XVII век
- Йемишчи Хасан-паша, великий визирь (1601 — 1603)
- Йавуз Али-паша, великий визирь (1603 — 1604)
- Ахмед I, султан (1603 — 1617)
- Лала Мехмед-паша, великий визирь (1604 — 1606)
- Мурад-паша, великий визирь (1606 — 1611)
- Насух-паша, великий визирь (1611 — 1614)
- Дамад Окюз Мехмед-паша, великий визирь (1614 — 1617)
- Мустафа I, султан (1617 — 1618)
- Кайсерли Халил-паша, великий визирь (1617 — 1619)
- Осман II, султан (1618 — 1622)
- Челеби Гюзельче Али-паша, великий визирь (1619 — 1621)
- Хусейн-паша, великий визирь (1621)
- Дилавер-паша, великий визирь (1621 — 1622)
- Кара Давуд-паша, великий визирь (1622)
- Лефкели Мустафа-паша, великий визирь (1622)
- Мюрре Хусейн-паша, великий визирь (1622)
- Гюрджу Мехмед-паша, великий визирь (1622 — 1623)
- Мустафа I, султан (1622 — 1623)
- Мюрре Хусейн-паша, великий визирь (1623)
- Кеманкеш Кара Али-паша, великий визирь (1623 — 1624)
- Мурад IV, султан (1623 — 1640)
- Черкес Мехмед-паша, великий визирь (1624 — 1625)
- Хафиз Ахмед-паша, великий визирь (1625 — 1626)
- Халил-паша, великий визирь (1626 — 1628)
- Хюсрев-паша, великий визирь (1628 — 1631)
- Хафиз Ахмед-паша, великий визирь (1631 — 1632)
- Топал Реджеб-паша, великий визирь (1632)
- Мехмед-паша, великий визирь (1632 — 1637)
- Байрам-паша, великий визирь (1637 — 1638)
- Таятоглу Мехмед-паша, великий визирь (1638)
- Кеманкеш Кара Мустафа-паша, великий визирь (1639 — 1644)
- Ибрагим I, султан (1640 — 1648)
- Султанзаде Мехмед-паша, великий визирь (1644 — 1645)
- Салих-паша, великий визирь (1645 — 1647)
- Ахмед-паша, великий визирь (1647 — 1648)
- Софу Мехмед-паша, великий визирь (1648 — 1649)
- Мехмед IV, султан (1648 — 1687)